# Estotzas
Estotzas (griego: Στότζας) fue un soldado bizantino y líder de una rebelión militar en África.
Estotzas era griego, y sirvió como guardaespaldas del general Martino en el ejército de Belisario, que entre 533 y 534 conquistó el reino vándalo del norte de África. En 536 estalló un motín en las tropas bizantinas de África, y los rebeldes escogieron a Estotzas como su líder con el objetivo de expulsar a los leales y fundar en la región un estado independiente gobernado por ellos mismos. Estotzas marchó entonces contra la capital, Cartago con un ejército de 8000 hombres al que se unieron 1000 supervivientes vándalos y algunos esclavos fugitivos. Sitiada la ciudad, estaba a punto de rendirse cuando Belisario llegó repentinamente de Sicilia. El caudillo rebelde levantó el asedio y se replegó a Membresa, donde fue derrotado por Belisario. Los sublevados huyeron a Numidia, donde Estotzas convenció a la mayor parte de las guarniciones bizantinas para que se unieran a él, después de haber asesinado a sus oficiales; según Procopio de Cesarea, dos tercios de las tropas de Bizancio en África se le habían unido.
Belisario tuvo que regresar a Italia para proseguir la guerra contra los ostrogodos, pero fue reemplazado por Germano, el primo del emperador Justiniano I, a finales de 536. La política de Germano de ganarse a los soldados descontentos prometiéndoles perdón y el pago de las cuotas atrasadas dio sus frutos y gran parte de los rebeldes se unió a él. Fue entonces cuando Estotzas marchó contra él en primavera de 537. Los dos ejércitos se encontraron en Cellae Veteres, y Estotzas, abandonado por muchos de sus aliados, fue derrotado.
Estotzas pudo huir con un puñado de seguidores a Mauritania, donde fueron bienvenidos y dio su hija a un príncipe local en matrimonio, siendo él elevado presuntamente a rey en 541. En 544, él y el rey moro Antalas atacaron la África bizantina. El general Juan contraatacó en otoño de 545, a pesar de ser altamente superado en número. En la batalla de Tacia, Juan fue capaz de infligir una herida mortal a Estotzas, aunque él también la sufriría poco después.